# Dia Mundial do Rock

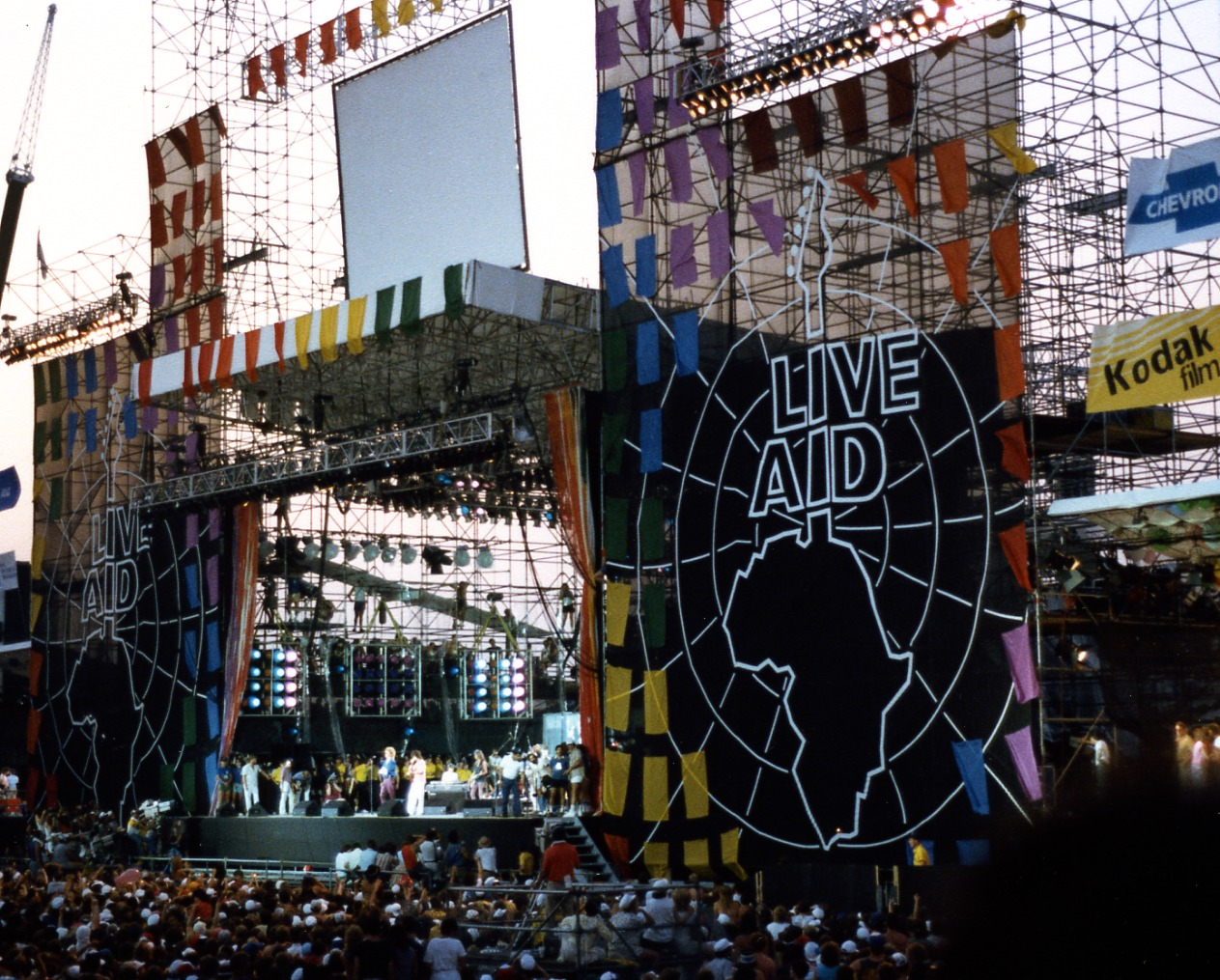
Vista do John F. Kennedy Stadium, na Filadélfia, um dos palcos do Live Aid, no dia 13 de julho de 1985

O dia 13 de julho é reconhecido no Brasil como o Dia Mundial do Rock. A data celebra anualmente o rock e foi escolhida em homenagem ao Live Aid, megaevento que aconteceu nesse dia em 1985. A celebração é uma referência a um desejo expressado por Phil Collins, participante do evento, que gostaria que aquele fosse considerado o "dia mundial do rock". O evento também ficou conhecido por contar com grandes artistas do gênero, como Queen, Mick Jagger, Keith Richards, Ronnie Wood, Elton John, Paul McCartney, David Bowie, U2, Kiss entre outros

## História
Em 13 de julho de 1985, Bob Geldof organizou o Live Aid, um show simultâneo em Londres, na Inglaterra, e na Filadélfia, nos Estados Unidos. O objetivo principal era o fim da fome na Etiópia. O evento chamou a atenção por contar com a presença de muitos artistas famosos na época. Entre os participantes, estavam The Who, Status Quo, Led Zeppelin, Dire Straits, Madonna, Queen, Joan Baez, David Bowie, BB King, Mick Jagger, Sting, Scorpions, U2, Paul McCartney, Phil Collins (que tocou nos dois lugares), Eric Clapton e Black Sabbath.

## No Brasil
Apesar de se chamar "Dia Mundial do Rock", a data só é comemorada no Brasil. Ela começou a ser celebrada em meados dos anos 1990, quando duas rádios paulistanas dedicadas ao rock - 89 FM e 97 FM - começaram a mencionar a data em sua programação. A celebração foi amplamente aceita pelos ouvintes e, em poucos anos, passou a ser popular em todo o país. Entretanto, essa data é completamente ignorada em todo o resto do mundo.
Outros países e localidades não têm uma data específica para celebrar esse estilo musical ou têm outras datas.
Por ser uma data definida arbitrariamente e sem respaldo em outros países, especialistas em música contestam essa escolha. Eles sugerem outras datas que seriam mais significativas para a história do rock e que, portanto, mereceriam ser o verdadeiro Dia do Rock. Entre elas, estão o dia 5 de julho, quando, em 1954, Elvis Presley, ao lado de Scotty Moore (guitarra) e Bill Black (contrabaixo), gravou uma versão de That's All Right de Arthur Crudup e 9 de fevereiro, quando, em 1964, a banda The Beatles se apresentou pela primeira vez nos Estados Unidos.